# Champion (Bishop Briggs)
| Recensione | Giudizio |
| ---------- | -------- |
| Metacritic | 69/100   |
| AllMusic   |          |
| Exclaim!   | 8/10     |
| Paste      | 6.5/10   |

Champion è il secondo album in studio della musicista britannica Bishop Briggs. È stato rilasciato l'8 novembre 2019 tramite la Island Records. A sostegno dell'album, Briggs ha annunciato un tour in tutto il Nord America e in Europa, con gli artisti di supporto Miya Folick e Jax Anderson.
Il primo singolo estratto dall'album, "Champion" è stato pubblicato il 17 luglio 2019. Il secondo singolo "Tattooed On My Heart" è stato pubblicato il 24 luglio 2019. "Jekyll & Hide", il terzo singolo, è stato pubblicato il 14 ottobre 2019.

## Tracce
1. I Still Love You – 1:23
2. Can You Hear Me Now? – 2:59
3. Champion – 2:53
4. Tattooed On My Heart – 3:21
5. Someone Else – 3:31
6. Jekyll & Hide – 3:16
7. Lonely – 3:00
8. Wild – 2:24
9. My Shine – 3:12
10. I Tried - Demo – 2:40